# Ice 1 Racing
Ice 1 Racing fue un equipo privado finlandés de rally que surgió en 2011 a partir del Citroën Junior Team, por lo que compitió bajo la tutela de Citroën en el Campeonato Mundial de Rally. Su único piloto era el finés Kimi Räikkönen, que abandonó temporalmente la Fórmula 1 en 2010, para competir en el mundial de rally a bordo de un Citroën DS3 WRC. El equipo hizo su debut en el Rally de Suecia de 2011.
El equipo fue descalificado del campeonato de constructores, antes de la finalización de la temporada, por no haber participado en al menos dos rallyes no europeos.

## Resultados
| Año  | Automóvil       | Piloto         | 1     | 2   | 3     | 4     | 5   | 6   | 7     | 8     | 9     | 10  | 11      | 12      | 13      | Posi | Puntos | Posi | Puntos |
| ---- | --------------- | -------------- | ----- | --- | ----- | ----- | --- | --- | ----- | ----- | ----- | --- | ------- | ------- | ------- | ---- | ------ | ---- | ------ |
| 2011 | Citroën DS3 WRC | Kimi Räikkönen | SWE 8 | MEX | POR 7 | JOR 6 | ITA | ARG | GRE 7 | FIN 9 | GER 6 | AUS | FRA Ret | ESP Ret | GBR Ret | 10º  | 34     | NC   | -      |